# Mistrzostwa Świata w Lekkoatletyce 2017 – sztafeta 4 × 100 m mężczyzn
Sztafeta 4 × 100 metrów mężczyzn – jedna z konkurencji biegowych rozegranych podczas lekkoatletycznych mistrzostw świata na Stadionie Olimpijskim w Londynie.

## Terminarz
| Data        | Godzina |            |
| ----------- | ------- | ---------- |
| 12 sierpnia | 10:55   | Eliminacje |
| 12 sierpnia | 21:50   | Finał      |

## Rekordy
Tabela prezentuje rekord świata, rekordy poszczególnych kontynentów, mistrzostw świata, a także najlepszy rezultat na świecie w sezonie 2017 przed rozpoczęciem mistrzostw.
|                            | Zawodnik                                                                                 | Wynik | Miejsce           | Data                  |
| -------------------------- | ---------------------------------------------------------------------------------------- | ----- | ----------------- | --------------------- |
| Rekord świata              | Jamajka · (Nesta Carter, Michael Frater, Yohan Blake, Usain Bolt)                        | 36,84 | Londyn            | 11 sierpnia 2012(dts) |
| Rekord mistrzostw świata   | Jamajka · (Nesta Carter, Michael Frater, Yohan Blake, Usain Bolt)                        | 37,04 | Daegu             | 4 września 2011(dts)  |
| Listy światowe             | Wielka Brytania · (Chijindu Ujah, Zharnel Hughes, Daniel Talbot, Harry Aikines-Aryeetey) | 38,08 | Villeneuve-d’Ascq | 10 czerwca 2017(dts)  |
| Rekord Afryki              | Niger · (Osmond Ezinwa, Olapade Adeniken, Francis Obikwelu, Davidson Ezinwa)             | 37,94 | Ateny             | 9 sierpnia 1997(dts)  |
| Rekord Azji                | Japonia · (Ryōta Yamagata, Shōta Iizuka, Yoshihide Kiryū, Asuka Cambridge)               | 37,60 | Rio de Janeiro    | 19 sierpnia 2016(dts) |
| Rekord Ameryki Północnej   | Jamajka · (Nesta Carter, Michael Frater, Yohan Blake, Usain Bolt)                        | 36,84 | Londyn            | 11 sierpnia 2012(dts) |
| Rekord Ameryki Południowej | Brazylia · (Vicente de Lima, Édson Ribeiro, André da Silva, Claudinei da Silva)          | 37,90 | Sydney            | 30 września 2000(dts) |
| Rekord Europy              | Wielka Brytania · (Jason Gardener, Darren Campbell, Marlon Devonish, Dwain Chambers)     | 37,73 | Sewilla           | 29 sierpnia 1999(dts) |
| Rekord Australii i Oceanii | Australia · (Paul Henderson, Tim Jackson, Steve Brimacombe, Damien Marsh)                | 38,17 | Göteborg          | 12 sierpnia 1995(dts) |
| Rekord Australii i Oceanii | Australia · (Anthony Alozie, Isaac Ntiamoah, Andrew McCabe, Josh Ross)                   | 38,17 | Londyn            | 10 sierpnia 2012(dts) |

## Minima kwalifikacyjne
Aby zakwalifikować się do mistrzostw, należało znaleźć się w ósemce najlepszych sztafet zawodów 2017 roku lub ośmiu najlepszych sztafet na światowych listach według rankingu czasów (zaliczano wyniki uzyskane w okresie od 1 stycznia 2016 do 23 lipca 2017).

## Rezultaty

### Eliminacje
Awans: Trzy najlepsze z każdego biegu (Q) plus 2 z najlepszymi czasami (q).
| Pozycja | Bieg | Tor | Państwo                  | Zawodnicy                                                                | Czas  | Uwagi   |
| ------- | ---- | --- | ------------------------ | ------------------------------------------------------------------------ | ----- | ------- |
| 1       | 1    | 8   | Stany Zjednoczone        | Michael Rodgers, Justin Gatlin, Beejay Lee, Christian Coleman            | 37,70 | Q,      |
| 2       | 1    | 4   | Wielka Brytania          | Chijindu Ujah, Adam Gemili, Daniel Talbot, Nethaneel Mitchell-Blake      | 37,76 | Q,      |
| 3       | 2    | 3   | Jamajka                  | Tyquendo Tracey, Julian Forte, Michael Campbell, Usain Bolt              | 37,95 | Q,      |
| 4       | 2    | 8   | Francja                  | Stuart Dutamby, Jimmy Vicaut, Méba-Mickaël Zézé, Christophe Lemaitre     | 38,03 | Q,      |
| 5       | 2    | 6   | Chińska Republika Ludowa | Wu Zhiqiang, Xie Zhenye, Su Bingtian, Zhang Peimeng                      | 38,20 | Q       |
| 6       | 1    | 5   | Japonia                  | Shūhei Tada, Shōta Iizuka, Yoshihide Kiryū, Asuka Cambridge              | 38,21 | Q,      |
| 7       | 1    | 9   | Turcja                   | Yiğitcan Hekimoğlu, Jak Ali Harvey, Emre Zafer Barnes, Ramil Guliyev     | 38,44 | q,      |
| 8       | 2    | 2   | Kanada                   | Gavin Smellie, Aaron Brown, Brendon Rodney, Mobolade Ajomale             | 38,48 | q       |
| 9       | 1    | 6   | Trynidad i Tobago        | Keston Bledman, Kyle Greaux, Moriba Morain, Emmanuel Callender           | 38,61 | SB      |
| 10      | 2    | 7   | Niemcy                   | Julian Reus, Robert Hering, Roy Schmidt, Robin Erewa                     | 38,66 |         |
| 11      | 1    | 2   | Holandia                 | Giovanni Codrington, Hensley Paulina, Liemarvin Bonevacia, Taymir Burnet | 38,66 | SB      |
| 12      | 1    | 7   | Australia                | Trae Williams, Tom Gamble, Nick Andrews, Rohan Browning                  | 38,88 | SB      |
| 13      | 2    | 4   | Kuba                     | Harlyn Pérez, Roberto Skyers, Yaniel Carrero, José Luis Gaspar           | 39,01 | SB      |
| 14      | 1    | 3   | Barbados                 | Levi Cadogan, Ramon Gittens, Shane Brathwaite, Mario Burke               | 39,19 |         |
| -       | 2    | 9   | Bahamy                   | Warren Fraser, Shavez Hart, Sean Stuart, Teray Smith                     | DQ    | R 163,3 |
| -       | 2    | 5   | Antigua i Barbuda        |                                                                          | DNS   |         |

### Finał
| Pozycja | Tor | Państwo                  | Zawodnicy                                                            | Czas  | Uwagi |
| ------- | --- | ------------------------ | -------------------------------------------------------------------- | ----- | ----- |
| 01 !    | 7   | Wielka Brytania          | Chijindu Ujah, Adam Gemili, Daniel Talbot, Nethaneel Mitchell-Blake  | 37,47 | ,     |
| 02 !    | 4   | Stany Zjednoczone        | Michael Rodgers, Justin Gatlin, Jaylen Bacon, Christian Coleman      | 37,52 | SB    |
| 03 !    | 9   | Japonia                  | Shūhei Tada, Shōta Iizuka, Yoshihide Kiryū, Kenji Fujimitsu          | 38,04 | SB    |
| 4       | 8   | Chińska Republika Ludowa | Wu Zhiqiang, Xie Zhenye, Su Bingtian, Zhang Peimeng                  | 38,34 |       |
| 5       | 6   | Francja                  | Stuart Dutamby, Jimmy Vicaut, Méba-Mickaël Zézé, Christophe Lemaitre | 38,48 |       |
| 6       | 2   | Kanada                   | Gavin Smellie, Aaron Brown, Brendon Rodney, Mobolade Ajomale         | 38,59 |       |
| 7       | 3   | Turcja                   | Yiğitcan Hekimoğlu, Jak Ali Harvey, Emre Zafer Barnes, Ramil Guliyev | 38,73 |       |
| -       | 5   | Jamajka                  | Omar McLeod, Julian Forte, Yohan Blake, Usain Bolt                   | DNF   |       |